# AlphaBay
AlphaBay Market era un mercado en línea que funcionaba como un servicio oculto de la red Tor. Se cerró después de una acción policial como parte de la Operación Bayoneta contra él (y también el mercado Hansa) en los Estados Unidos, el Canadá y Tailandia, notificada el 13 de julio de 2017. El presunto fundador, Alexandre Cazes, ciudadano canadiense nacido el 19 de octubre de 1991, fue encontrado muerto en su celda en Tailandia varios días después de su detención; se sospecha que se trata de un suicidio.

## Historia
Según se informa, AlphaBay se lanzó en septiembre de 2014, se prelanzó en noviembre de 2014 y se lanzó oficialmente el 22 de diciembre de 2014. Tuvo un crecimiento constante, con 14.000 nuevos usuarios en los primeros 90 días de funcionamiento. El sitio web del informante Gwern.net colocó a AlphaBay Market en el primer nivel de los mercados en lo que respecta a la probabilidad de supervivencia a 6 meses y había demostrado su éxito. En octubre de 2015, fue reconocido como el mayor mercado en línea de Darknet, según Dan Palumbo, director de investigación de Digital Citizens Alliance.
Los servicios no estándar incluían contratos digitales personalizables en torno a la construcción de reputaciones.
En mayo de 2015, el sitio anunció un sistema integrado de contratos digitales y de depósito en garantía. El sistema de contratos permite a los usuarios hacer compromisos y acordar la prestación de servicios en el futuro, de acuerdo con los términos del contrato.
En octubre de 2015, AlphaBay tenía más de 200.000 usuarios.
En el momento de su desaparición en julio de 2017, AlphaBay tenía más de 400.000 usuarios.
AlphaBay se destacó en el mundo de los mercados oscuros por aceptar otra criptomoneda además del bitcoin; el apoyo a Monero, supuestamente más anónimo, se implementó a finales de agosto de 2016.

## Brechas de seguridad
En abril de 2016, el API de AlphaBay se vio comprometido, lo que llevó al robo de 13.000 mensajes. En enero de 2017, la API se vio comprometida una vez más, lo que permitió que se filtraran más de 200.000 mensajes privados de los últimos 30 días y una lista de nombres de usuario. El ataque fue de un solo hacker al que AlphaBay pagó por la divulgación. AlphaBay informó de que el exploit sólo se había utilizado en conjunción con este ataque y no se había utilizado anteriormente.

## Cobertura periodística
El 28 de marzo de 2015, AlphaBay Market fue noticia por la venta de cuentas robadas de Uber. Uber hizo una declaración sobre una posible violación de datos:
"Investigamos y no encontramos ninguna evidencia de una brecha. El intento de acceder o vender cuentas de forma fraudulenta es ilegal y notificamos a las autoridades sobre este informe. Esta es una buena oportunidad para recordar a la gente que use nombres de usuario y contraseñas fuertes y únicas y que evite reutilizar las mismas credenciales en múltiples sitios y servicios".
En octubre de 2015, la empresa de telecomunicaciones TalkTalk, con sede en Londres, sufrió un importante ataque. Los datos robados se pusieron a la venta en el mercado de AlphaBay, lo que llevó al arresto de un chico de 15 años. El CEO de TalkTalk, Dido Harding, emitió la siguiente declaración:
"TalkTalk actualiza constantemente sus sistemas para asegurarse de que son lo más seguros posible contra la amenaza de la ciberdelincuencia, que evoluciona rápidamente y afecta a un número cada vez mayor de personas y organizaciones. Nos tomamos muy en serio cualquier amenaza a la seguridad de los datos de nuestros clientes y estamos tomando todas las medidas necesarias para entender lo que ha ocurrido aquí".
En agosto de 2017, AlphaBay se reveló como un posible lugar de reunión por el cual uno de los autores de las amenazas de bomba del Centro Comunitario Judío de 2017 vendió un "Servicio de Amenazas de Bomba por Correo Electrónico para Escuelas". Este individuo, Michael Kadar, hizo 245 llamadas amenazantes a escuelas y centros comunitarios. El criminólogo David Decary-Hetu señaló este evento como notable por ser el primer ejemplo de servicios criminales que se venden en un mercado negro. Dijo, "Todos los casos que he escuchado hasta ahora resultaron ser de aplicación de la ley tratando de encontrar personas de interés", haciendo este caso único en su experiencia hasta ese momento.

## Ataque y cierre

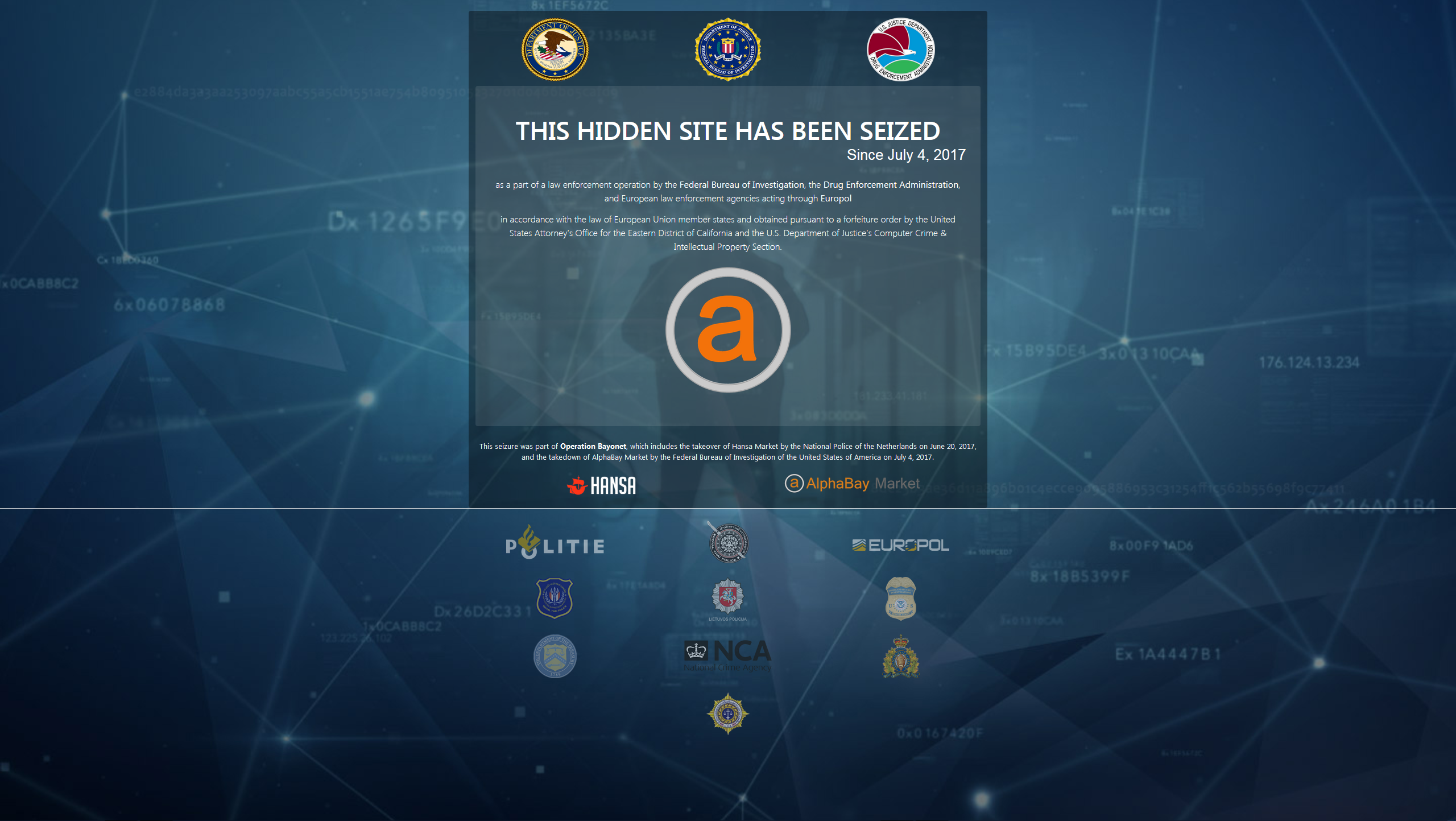
Aviso dejado en el servicio oculto de Tor después de que AlphaBay cerrara

En julio de 2017, AlphaBay tenía un tamaño diez veces mayor que su predecesora Silk Road (que fue clausurada en octubre de 2013), contaba con más de 369.000 listados, 400.000 usuarios, facilitaba entre 600.000 y 800.000 dólares de los EE. UU. de transacciones al día y, según se informa, se había labrado una sólida reputación. Sin embargo, una serie de errores elementales de seguridad operacional condujeron a su caída:
- En diciembre de 2014, al rededor de la fecha cuando el servicio comenzó, Cazes usó su dirección de Hotmail pimp_alex_91@hotmail.com como la dirección de los correos electrónicos de bienvenida y de restablecimiento de contraseña generados por el sistema, que también usó para su perfil de LinkedIn y su negocio legítimo de reparación de computadoras en Canadá.[2]
- Cazes utilizó un seudónimo para dirigir el sitio que había utilizado anteriormente (por ejemplo, en los foros de carding y tecnología) desde por lo menos 2008, y anunció de diversas maneras esta identidad como "diseñador", "administrador" y "propietario" del sitio
- Justo antes de su arresto, Cazes había iniciado sesión en AlphaBay como administrador desde su computador personal  para poder solucionar un problema con uno de los centros de datos que manejaba el sitio; además, tampoco había encriptado los datos en su computadora portátil. [26]
- Según se informa, la computadora portátil de Cazes contenía una declaración de patrimonio neto personal no codificada en la que se trazaba un mapa de todos los activos mundiales en múltiples jurisdicciones, lo que llevó convenientemente a la policía a completar la incautación de activos.
- Los servidores estaban alojados en una empresa de Canadá directamente vinculada a su persona.
- Los servidores contenían múltiples billeteras de criptomonedas sin cifrar.
- El llamativo uso que hace Cazes de las ganancias para comprar propiedades, pasaportes y automóviles de lujo y la frecuente jactancia en línea de sus éxitos financieros, incluida la publicación de vídeos de él mismo conduciendo automóviles de lujo adquiridos con ganancias ilegales, no sólo reveló su ubicación geográfica, sino que forzosamente hizo imposible negar la conexión con el servicio.
- Los activos adquiridos con el producto del delito se mantuvieron en diversas cuentas directamente vinculadas a Cazes, su esposa y las empresas que poseían en Tailandia (la misma jurisdicción en la que vivían), así como en cuentas personales directas en Liechtenstein, Chipre, Suiza y Antigua.
- Las declaraciones de Cazes sobre el objetivo del sitio - "lanzado en septiembre de 2014 y cuyo objetivo es convertirse en el mayor mercado del inframundo al estilo de eBay"- ayudaron a establecer legalmente la intención.

### Línea de tiempo
Para poder ejercer el cumplimiento de la ley se tardaron por lo menos un mes en obtener una orden judicial de los Estados Unidos, y 
otro mes adicional en obtener órdenes judiciales extranjeras, y preparar y ejecutar registros e incautaciones en Canadá y Tailandia:
- A principios de mayo de 2017: La orden del cumplimiento de la ley esta activa en el sitio desde al menos este período.[2]
- 1 de junio de 2017: La orden de arresto es emitida por el Tribunal de Distrito de los Estados Unidos para el Distrito Este de California por crimen organizado, tráfico de estupefacientes, robo de identidad y fraude con dispositivos de acceso, transferencia de identidad falsa, tráfico de equipo de fabricación de dispositivos ilegales y conspiración para cometer lavado de dinero.
- 30 de junio de 2017: Se emite una orden de arresto contra Cazes en Tailandia a petición de los Estados Unidos.[27]
- 5 de julio de 2017
  - La policía canadiense hizo una redada en EBX Technologies en Montreal, la compañía canadiense de Cazes y la ubicación reportada de los servidores físicos, así como dos propiedades residenciales en Trois-Rivières.[28][29]
  - Cazes es arrestado en Bangkok en su vivienda de Phutthamonthon Sai 3 Road en el distrito de Thawi Watthana que es registrada por la Real Policía Tailandesa, con la ayuda del FBI y la DEA.
- 12 de julio de 2017: Cazes es encontrado muerto por ahorcamiento, presuntamente un suicidio, mientras estaba detenido en la sede de la Oficina de Supresión de Narcóticos de Tailandia en el distrito de Laksi, en Bangkok, al rededor de las 7 de la mañana. Estaba previsto que se enfrentara a la extradición de los Estados Unidos.[30]
- 16 de julio de 2017: Se informa que la esposa de Cazes ha sido acusada de lavado de dinero.[31]
- 20 de julio de 2017; el fiscal general de los Estados Unidos Jeff Sessions anuncia el cierre del sitio.[32]
- 23 de julio de 2017: El jefe de la Oficina de Supresión de Narcóticos es entrevistado y sugiere que más sospechosos serán arrestados pronto.[33]

## Relanzamiento
AlphaBay se relanzó el 8 de agosto de 2021. Los detalles de la nueva operación salieron a la luz tras una conversación entre Wired y un usuario con la misma clave pública verificada que un antiguo administrador del sitio de AlphaBay. Usando el alias DeSnake, el antiguo vendedor y autodenominado cofundador del AlphaBay original afirma operar el sitio, poniendo un mayor énfasis en la seguridad de las operaciones que la administración anterior, afirmando que "no hay exageración" en lo que respecta al sitio.
Como parte del relanzamiento del sitio, se anunciaron múltiples novedades y nuevas normas. Dentro de dónde destacan AlphaGuard (una herramienta que evitara que los usuarios pierdan fondos aunque se produzcan incautaciones en todos los servidores al mismo tiempo), un sistema automático para resolver disputas entre compradores y vendedores, el uso exclusivo de carteras Monero y la oferta de réplicas I2P.  En cuanto a las normas, entre los artículos cuya venta se ha prohibido recientemente se encuentran las vacunas COVID-19, las armas de fuego, los productos que contengan el narcótico fentanilo, la pornografía y los "servicios de sicarios". Además, se prohíbe hablar de cualquier información pública o privada relacionada con los gobiernos, organizaciones o personas de Rusia, Bielorrusia, Kazajistán, Armenia y Kirguistán. Esto ha llevado a la especulación de que existe una conexión entre los operadores del sitio y los gobiernos de estas naciones.
A principios de febrero de 2023, el sitio se bloqueó, impidiendo el acceso a los usuarios con verificación 2FA. Las cuentas afectadas incluían a todo el personal del sitio y a los vendedores. Como lo explicó el miembro del equipo de administración TheCypriot en un post de Reddit, el sitio entró en bloqueo parcial debido a que uno de sus canarios no fue firmado a tiempo por DeSnake. No volvieron a aparecer para rectificar el problema y no se ha vuelto a saber de ellos. Con su propietario desaparecido y el personal incapaz de firmar el canario para levantar ellos mismos el bloqueo, Alphabay cesó de facto sus operaciones. Aunque se han propuesto varias teorías sobre la desaparición, ninguna ha sido corroborada con pruebas.